# Santo Amaro (Recife)
Pour les articles homonymes, voir Santo Amaro.
Santo Amaro est un quartier situé dans la municipalité brésilienne de Recife, dans l'État de Pernambuco au Brésil.
Le district, situé dans la région centrale de Recife dans le Pernambuco, au Brésil compte 27 939 habitants, se décomposant en 12 680 hommes, 45,38 % et 15 259 femmes, soit 54,62 %. Le groupe d'âge de 25 à 29 ans représente la majorité de la population avec 13 258 personnes, soit 47,45 %. Le quartier compte 8 474 foyers soit une moyenne de 3,3 personnes par foyer.  Le nombre de foyers où une femme est responsable du ménage est de 8 474, 55,32 %. La valeur du revenu familial mensuel nominal est de 1 892.